# Мегре і справа Сен-Фіакр
«Мегре і справа Сен-Фіакр» (фр. Maigret et l'Affaire Saint-Fiacre) — франко-італійський фільм-трилер 1959 року, поставлений режисером Жаном Деланнуа за романом Жоржа Сіменона «Справа Сен-Фіакр» (фр. L'Affaire Saint-Fiacre, 1932).

## Сюжет
Комісар Мегре (Жан Габен) приїжджає в провінційне село Сен-Фіакр неподілік від Мулена, де пройшло його дитинство. Сорок років тому його батько служив керівникам у графа де Сен-Фіакра, що помер за 10 років до приїзду Мегре. У дитинстві Мегре був трохи закоханий в графиню. Тепер же вона звернулася до нього, оскільки отримала анонімний лист такого змісту: «Ти помреш на ра́нньої служби». Мегре проводить вечір у замку, проте графиня, що страждає від хвороби серця, не може з ним повечеряти. Мегре, готовий до будь-яких несподіванок, засинає в кріслі і прокидається о 19:20. Графиня вже в церкві. Він йде туди, бачить, як графиня приймає від священика святе причастя, а потім сідає на лаву; через декілька хвилин Мегре підходить до графині і торкається її плеча — вона мертва.
Мегре засмучений тим, що йому не вдалося запобігти смерті графині, і починає розслідування. Він розмовляє з управителем, який нарікає на розорення господарства: багато земель розпродані, сам замок закладений. Управитель винить в усьому нинішнього секретаря графині Люсьєна Сабатьє, який за сумісництвом був і її коханцем. Сабатьє пише критичні статті з мистецтва в газету Мулена; він переконав графиню продати твори мистецтва, що зберігалися в палаці, і частину меблів. Син графині Моріс, постійно позичає гроші у матері та живе не рахуючись з витратами в Парижі. Він несподівано приїжджає в Сен-Фіакр, нічого не знаючи про драму, що розігралася. Моріс обурений публікацією в газеті Мулена неправдивого повідомлення про його самогубство — ймовірно, ця публікація і викликала смерть графині. Він також докоряє священикові в тому, що той постійно соромив її за ніжні стосунки з секретарями і загрожував вічними муками.
Мегре приходить у редакцію газети і дізнається, що неправдиве повідомлення прийшло не з Парижа, як усі думали спочатку, а з Мулена. У будинку священика він знаходить молитовник графині, в який хтось підклав вирізку з газети з повідомленням про самогубство її сина. Мегре збирає в замку лікаря графині, управителя і його сина (протеже графині, яка відносилася до нього як до рідного сина), кюре, графа Моріса, секретаря Люсьєна Сабатьє і його адвоката. Усі ці люди несуть моральну відповідальність за вбивство; головним рушійним мотивом були гроші. На цій останній зустрічі Мегре називає ім'я того, хто підклав вирізку в молитовник і став, таким чином, вбивцею графині.

## У ролях
| Жан Габен        | ···· | комісар Мегре        |
| Мішель Оклер     | ···· | Моріс де Сен-Фіакр   |
| Валентина Тессьє | ···· | графиня де Сен-Фіакр |
| Робер Ірш        | ···· | Люсьєн Сабатьє       |
| Поль Франкер     | ···· | доктор Бушардон      |
| Жак Морель       | ···· | метр Молеон          |

| Мішель Вітольд    | ···· | абат Жоде           |
| Габріель Фонтан   | ···· | Марія Татен         |
| Жан-П'єр Гранваль | ···· | журналіст           |
| Каміль Геріні     | ···· | Готьє               |
| Жак Іллінг        | ···· | офіціант кафе       |
| Мішлін Люссьйоні  | ···· | Арлетт, проститутка |